# St. Lambertus (Steinborn)

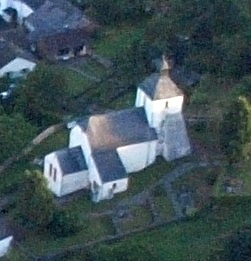
St. Lambertus, Luftaufnahme

St. Lambertus ist eine römisch-katholische Filialkirche in Steinborn, einem Stadtteil der rheinland-pfälzischen Stadt Daun. Sie gehört zur Pfarrei St. Anna Daun-Neunkirchen des Dekanats Vulkaneifel und stammt im Kern noch aus dem 13. Jahrhundert. Der Sakralbau steht als Kulturdenkmal unter Denkmalschutz. Seit 1912 findet dort einmal in der Woche ein Gottesdienst statt.

## Geschichte

St. Lambertus, ca. 1900

Die Kirche in Steinborn wird erstmals 1316 im liber valoris der Erzdiözese Köln erwähnt, aber vermutlich besaß der Ort schon um die Jahrtausendwende eine kleine Dorfkirche. Darauf deutet zum einen die Wahl des Kirchenpatrons und zum anderen der Fakt hin, dass Steinborn schon vor 1244 als Großpfarrei im Eifeldekanat des Kölner Erzbistums erwähnt wird. Allerdings lassen sich Behauptungen, dass die Steinborner Kirche auf Resten eines keltischen oder römischen Heiligtums errichtet sein könnte, nicht beweisen.
Im ersten Drittel des 16. Jahrhunderts wurde der romanische Bau im Inneren nach dem Vorbild der Kapelle im Kueser Cusanusstift zu einer Einstützenkirche umgestaltet. Zuvor war es ein flach gedeckter Kirchenraum. Nachdem die Kirche 1788 baufällig war und deshalb keine Gottesdienste mehr in ihr stattfanden, wurde sie vermutlich um 1800 wieder instand gesetzt. Dabei wurden auch die Fenster verändert und der durch die Hanglage instabile Kirchturm mit bis zu vier Meter dicken Strebepfeilern abgestützt.
Bis zur französischen Herrschaft war St. Lambertus Pfarrkirche im Erzbistum Köln, zu der elf Filialkirchen gehörten. 1803 kam es aber zur Neueinteilung von Dekanaten und Bistümern, St. Lambertus wurde dabei zur Filialkirche der neu eingerichteten Pfarrei Neunkirchen degradiert. 1899 erfolgte eine erneute Renovierung. Die bisher letzten Instandsetzungsarbeiten fanden mit einer gründlichen Restaurierung in den Jahren 1980 bis 1982 statt.

## Beschreibung

### Architektur

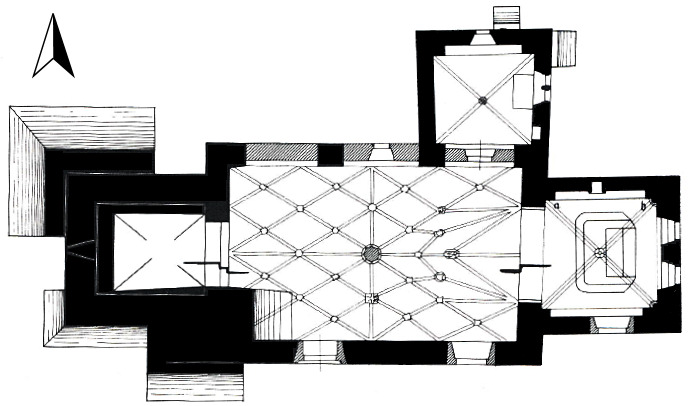
Grundriss

Das im Kern frühgotische Kirchengebäude steht an einem Hang über dem Ort am Fuße eines Vulkanberges. Es wurde im Stil einer Basilika erbaut und stammt zum Teil noch aus der Zeit um 1250. Der einschiffige Bau ist hell verputzt und besitzt einen wuchtigen Westturm. Am östlichen Ende steht das Chorhaus mit einfachem Satteldach und zwei schlanken Rundfenstern in der Ostmauer. An der Nordseite steht ein Anbau mit Pultdach, der als Sakristei genutzt wird. Er besitzt eine lichte Breite von 3,45 Meter und ist der einzige Rest eines aus dem 16. Jahrhundert stammenden Querschiffs, das 1820 wegen Baufälligkeit abgerissen wurde. Die Scheidbögen zum Hauptschiff wurden dabei vermauert. Das Kreuzrippengewölbe besaß früher einen Schlussstein mit dem Wappen der Abtei Prüm.
Der dreigeschossige, 24 Meter hohe Westturm besitzt seit etwa 1850 eine barocke Haube mit Laterne und wird von dicken Strebepfeilern gestützt. Im obersten Geschoss weist der Turm romanische Schallarkaden auf, zwei davon sind schmal und spitzbogig, während die anderen zwei gekuppelte Rundbogenöffnungen mit kapitellloser Mittelstütze sind.
Durch den neben dem Turm gelegenen Eingang an der Südseite betritt der Besucher das 6,80 Meter breite und 11,40 Meter lange Kirchenschiff, dessen herausstechendes Merkmal sein Netzgewölbe auf einer einzigen zentralen Mittelstütze ist. Diese ist achteckig und besitzt eine runde, kannelierte Basis. An ihr findet sich das Relief eines bärtigen Mannes, das wahrscheinlich den Dauner Burgkellner Johann Alflenen darstellt. Er hatte den Umbau der Kirche im 16. Jahrhundert wohl in hohem Maße gefördert. Das Gewölbe besitzt zahlreiche figürliche oder bemalte Konsol- und Schlusssteine. Sie zeigen unter anderem die Leidenswerkzeuge Jesu, das Christusmonogramm, den Apostel Petrus und die heilige Helena. Seit der Kirchenrestaurierung zu Beginn der 1980er Jahre besitzen die Gewölberippen einen Anstrich in Gotisch-Rot mit Fugenstrich. Fresken in den Gewölbefeldern zeigen die kuriose Darstellung von musizierenden Landsknechten, die aus großen Blütenkelchen wachsen.
Der Chor ist 4,90 Meter breit sowie etwa 4,40 Meter tief und besitzt wie die Sakristei ein Kreuzrippengewölbe aus dem 13. Jahrhundert, dessen Birnstabrippen auf Säulen mit Kelchkapitellen und ähnlich gestalteten Konsolen ruhen. In der Nordwand des Chors ist ein kleiner, neugotischer Sakramentsschrein eingemauert. Er ruht auf dreiseitig vortretenden Pilastersäulchen. Seine Öffnung ist von einem Kielbogen und Wimpergen bekrönt.
Eine Besonderheit der Kirche ist ihre alte Holzempore am Westende des Kirchenschiffs, von der es in der Eifel nur noch ganz wenige gibt. Obwohl sie aus dem 16. Jahrhundert stammt, ist sie immer noch gut erhalten und trägt die 1983 angeschaffte Pfeifenorgel mit vier Registern.

### Ausstattung

#### Altäre

Die Altäre von St. Lambertus um das Jahr 1900

Der im Jahr 1900 angeschaffte neugotische Hochaltar ist aus Eichenholz. Auf ihm sind Szenen aus dem Leben des Heiligen Lambertus zu sehen. Die beiden Seitenältare wurden erst nach dem Ersten Weltkrieg angeschafft und sind ebenfalls im neugotischen Stil gehalten. Sie stehen auf marmorverkleideten Mensen, die eine Stiftung aus dem Jahr 1936 sind. In der Mensamitte des nördlichen Seitenaltars befindet sich ein barockes Antependium aus Holz, das in das 18. Jahrhundert datiert. Ursprünglich aus der Sakristei stammend, zeigt das 115 cm breite und 62 cm hohe Relief die Geißelung Christi. Ein Holzrelief auf diesem Altar zeigt die 13. Station des Kreuzweges, während ein Ölbild auf Holz auf dem südlichen Seitenaltar die 12. Kreuzwegstation darstellt. Der Zelebrationsaltar ist jüngeren Datums und wurde 1983 aus der ehemaligen Kommunionbank geschaffen.

#### Schreinmadonna
Im kreuzgewölbten Erdgeschoss des Kirchturms steht an dessen nordwestlicher Wand eine gotische Holzfigur von 81 cm Höhe. Sie ist die Kopie einer um 1360 entstandenen Madonna, die sich heute im Museum am Dom Trier befindet und 1980 durch Zufall auf dem Dachboden des Neunkirchener Pfarrhauses gefunden wurde. Das Original besteht aus Lindenholz und besitzt eine Rückenplatte aus Tannenholz. Sein Oberkörper kann als zweiflügelige Tür geöffnet werden. Das bemalte Innere diente wohl zur Aufbewahrung von Reliquien und zeigte einen Gnadenstuhl. Nach dem 1628 ausgesprochenen päpstlichen Verbot, die Dreifaltigkeit in bestimmten Formen darzustellen, wurde der Oberkörper der Figur mit Nägeln verschlossen. Die Madonna trägt ein Kopftuch und gotischen Haarschmuck. Dazu ist sie mit einem blauen Kleid und einem goldenen Umhang gewandet. Ihre rechte Hand fehlt. Auf ihrem linken Knie steht der kleine Jesus und hält als Symbol des Heiligen Geistes einen Vogel in den Händen.

#### Glocken
Die Steinborner Kirche besitzt drei Glocken. Die kleinste, aber zugleich älteste von ihnen ist die Lambertusglocke. Ihre Inschrift lautet AVE GRACIA PLENA LUCAS, MARCUS, MATHEUS, SANCTUS JOHANNES, SANCTUS LAMPARTUS, IN DEM JAR MCCCCLXIII (Gegrüßet seist du [Maria], voll der Gnade, Lukas, Markus, Matthäus, heiliger Johannes, heiliger Lambert, im Jahr 1463).
Die mittlere der drei Glocken wird Arme-Seele-Glocke genannt und wurde 1920 gegossen. Sie ersetzte die 1917 zu Kriegszwecken beschlagnahmte, 300 Kilogramm wiegende gleichnamige Vorgängerglocke. Ihre Inschrift lautet: RUHE EWIGE WILL ICH DIR SINGEN, BEIM SCHEIDEN TOENEN, VOLLENDE DEN LAUF, DEN PREIS ZU BRINGEN, MIT DEM DER HERR DICH WILL KROENEN “1920” ZUR EHRE GOTTES LAEUTE ICH, GOTTES LOB VERKÜNDE ICH, FUER STEINBORN GOSS MAN MICH. Dazu zeigt sie den stehenden Jesus in betender Pose auf der einen und den gekreuzigten Jesus auf der gegenüberliegenden Seite.
Die dritte und größte Glocke Steinborns ist die acht Zentner schwere Barbaraglocke. Sie wurde ebenfalls 1920 angeschafft und ersetzte eine gleich schwere Glocke aus dem Jahr 1775, die ebenfalls 1917 zu Kriegszwecken abgegeben werden musste. Sie stammt ursprünglich aus der Trierer St.-Antonius-Kirche und wurde 1492 gegossen. Sie trägt die Inschrift AN MCCCCLXXXXII TPE NICOLAI DE WANDALINO PASTORIS P MATHIA DE SIRSPURG FORMATA SUM, HOOR DNI NUCUPATA (Im Jahre 1492, zur Zeit des Pastors Nikolaus von Wendel wurde ich durch Matthias von Siersburg gegossen, die Ehre des Herrn wird verkündet).
Die beiden größeren Glocken wurden 1943 zu Kriegszwecken requiriert, aber wider Erwarten nicht eingeschmolzen. Nur wenige Wochen nach Kriegsende wurden sie zufällig von Einwohnern Steinborns auf einem Hamburger Glockenfriedhof entdeckt und in ihre Heimatkirche zurückgebracht.

#### Sonstige Ausstattung
Neben der Mittelsäule des Kirchenschiffs steht ein Weihwasserbecken, das aus einem römischen Kapitell aus weißem Marmor angefertigt wurde. Jahrhundertelang war dieses Kapitell neben der Eingangstüre in die Wand eingemauert, wurde aber im Zuge der Restaurierung zu Beginn der 1980er Jahre aus der Wand herausgebrochen und an seinem heutigen Platz aufgestellt.
Im Chor steht ein 1840 angefertigtes Vortragekreuz aus Messing, das 1979 restauriert worden ist. Für die Schaffenszeit außergewöhnlich ist der Rokokostil, in dem das Kreuz geschaffen wurde.

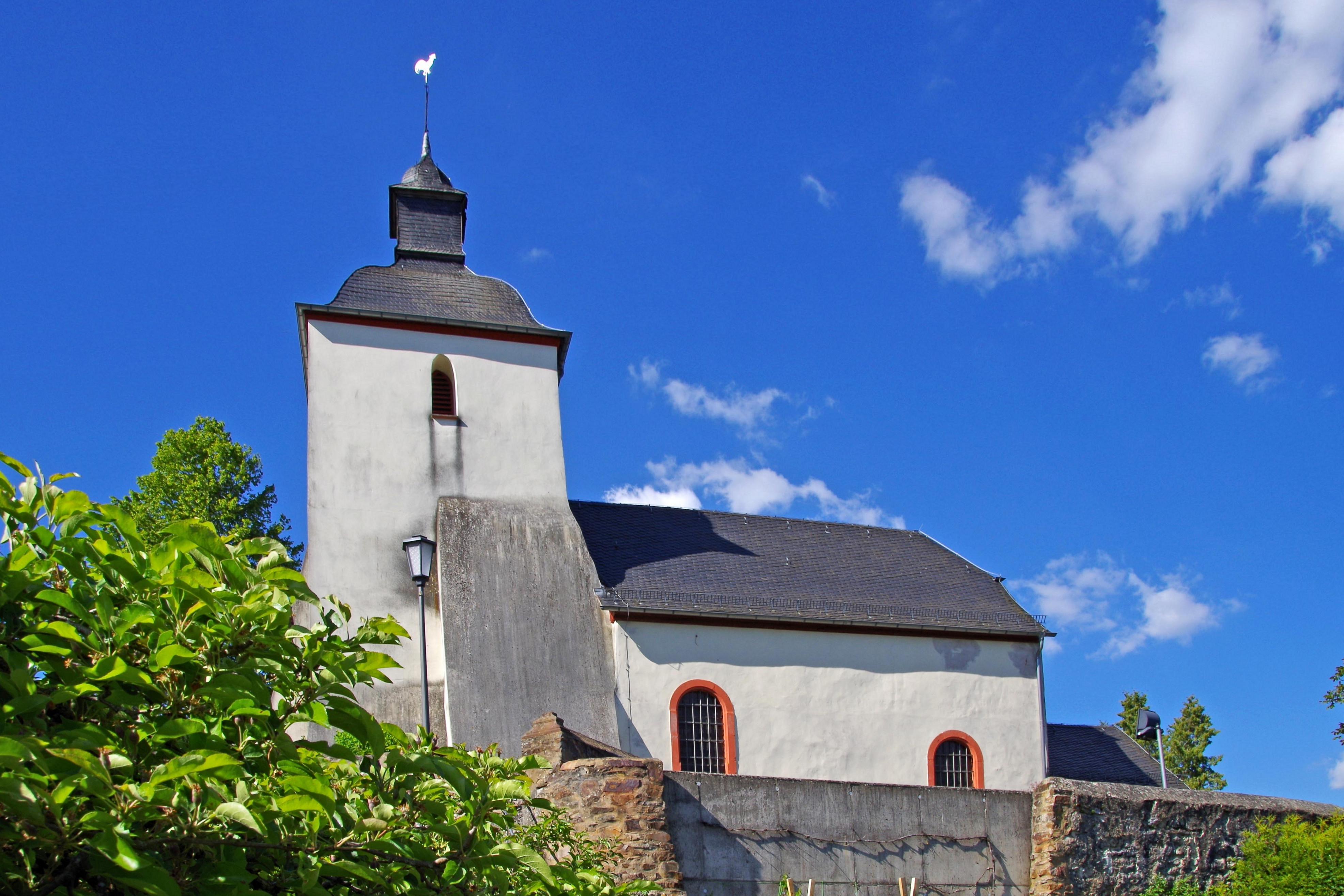
St. Lambertus, Südseite
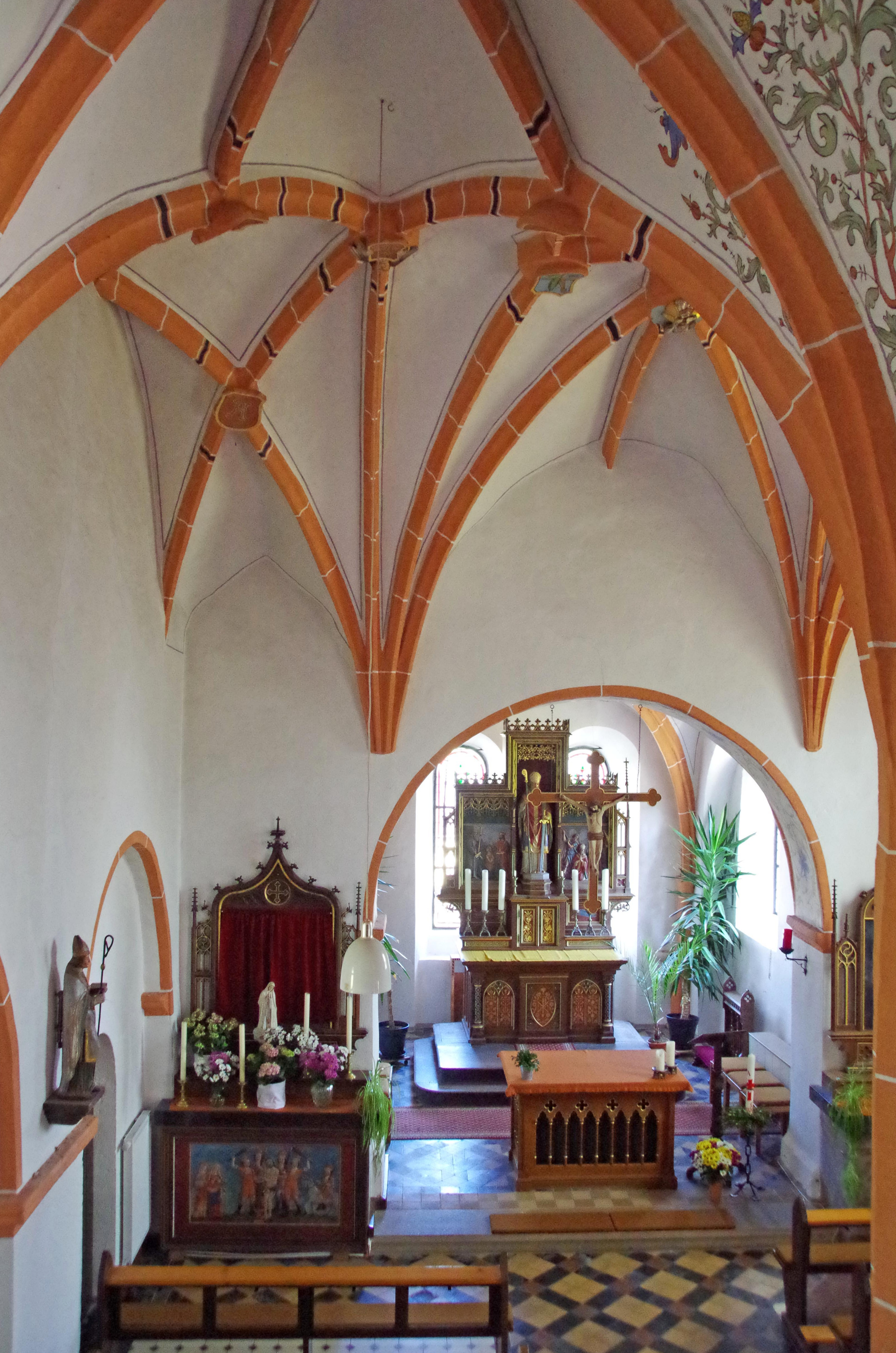
Innenraum
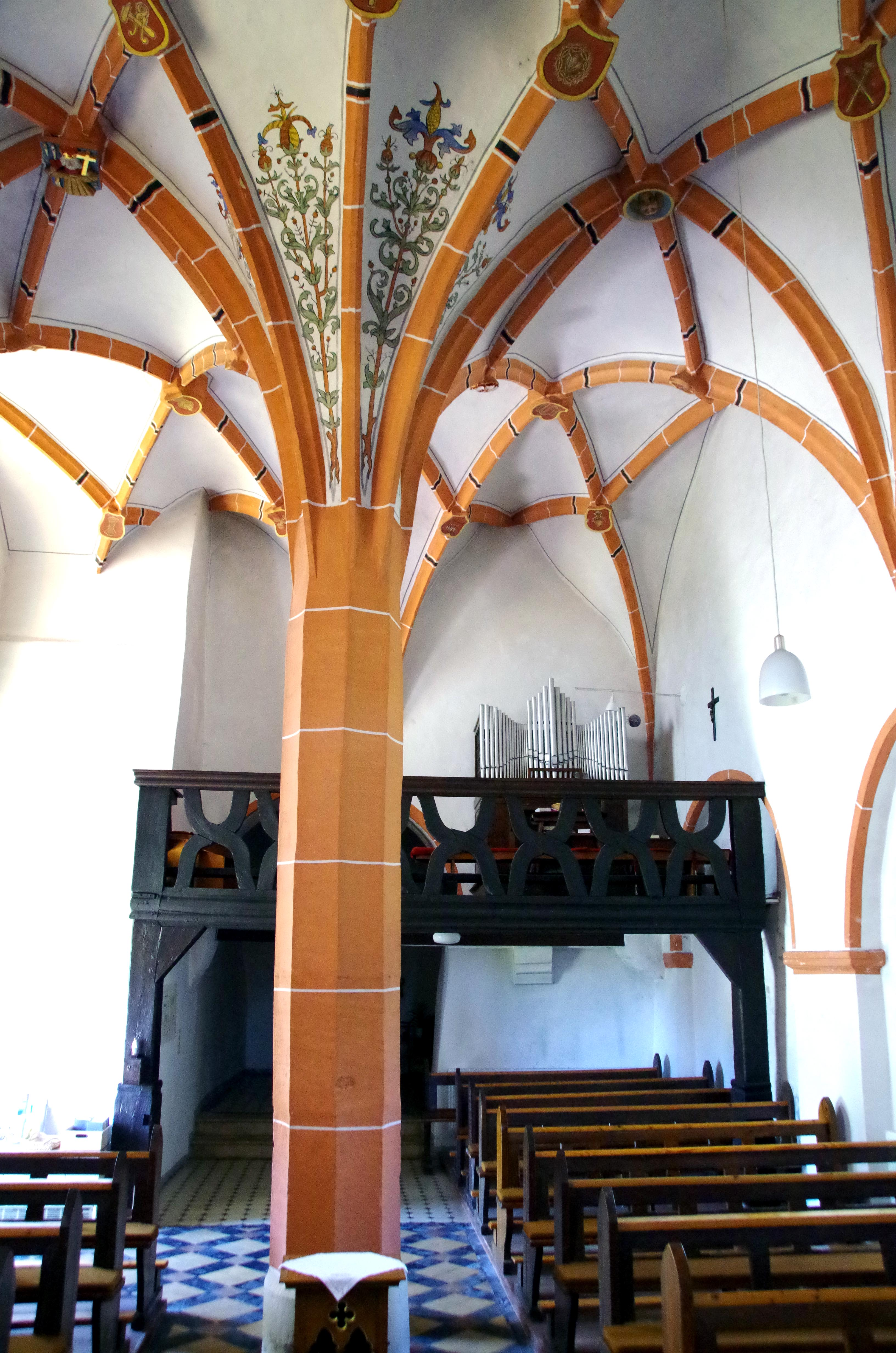
Mittelsäule
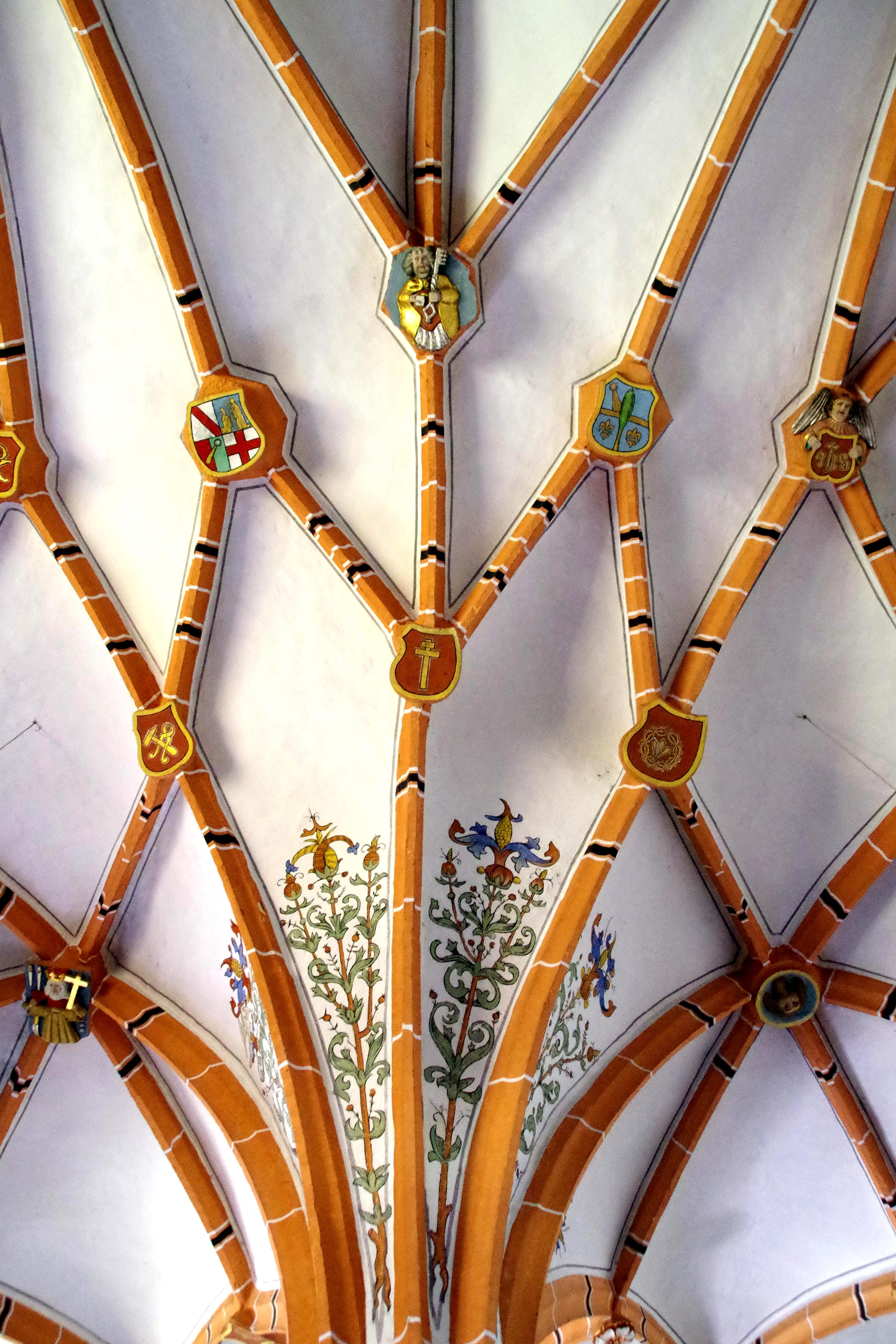
Gotisches Gewölbe
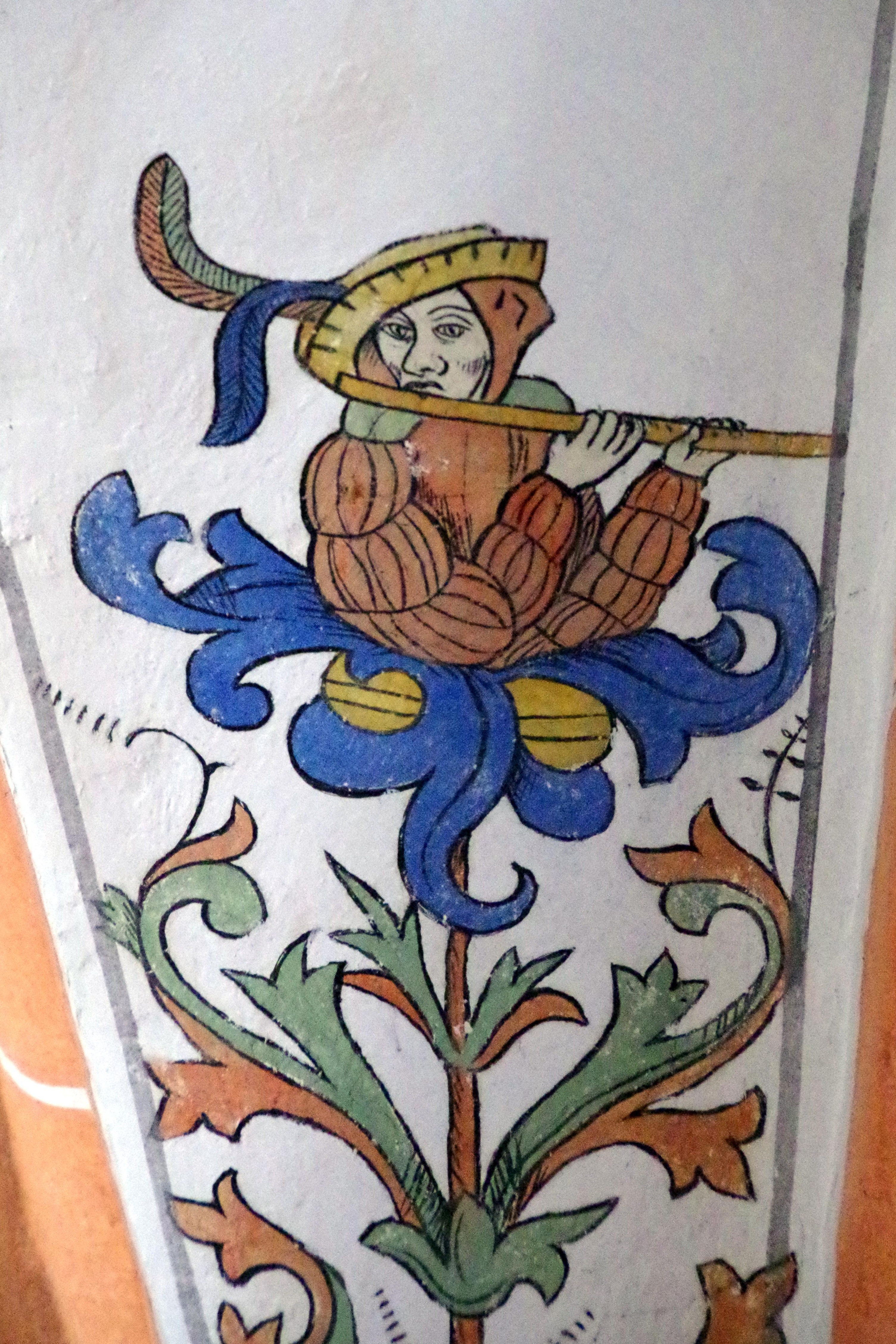
Deckenmalerei
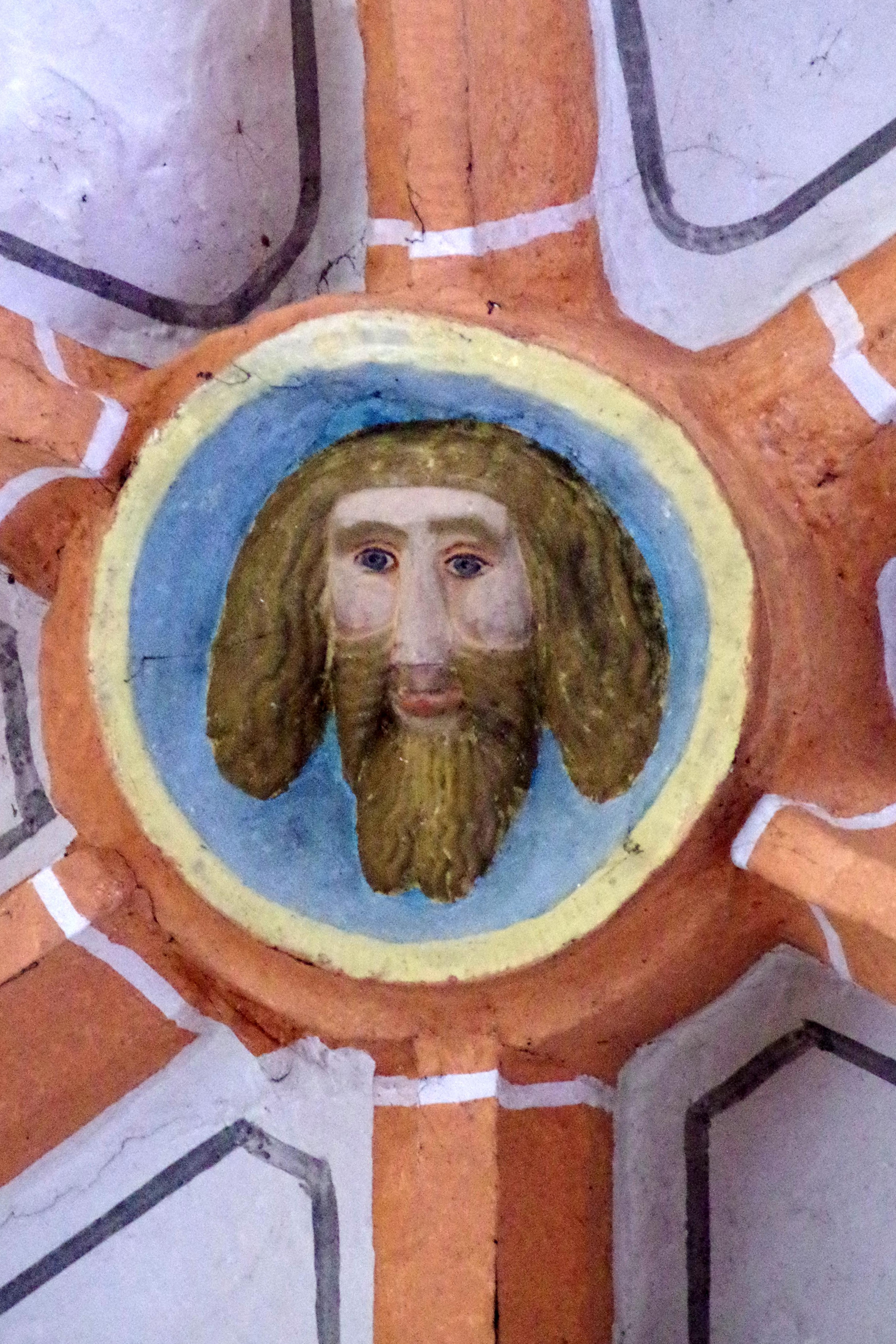
Schlussstein
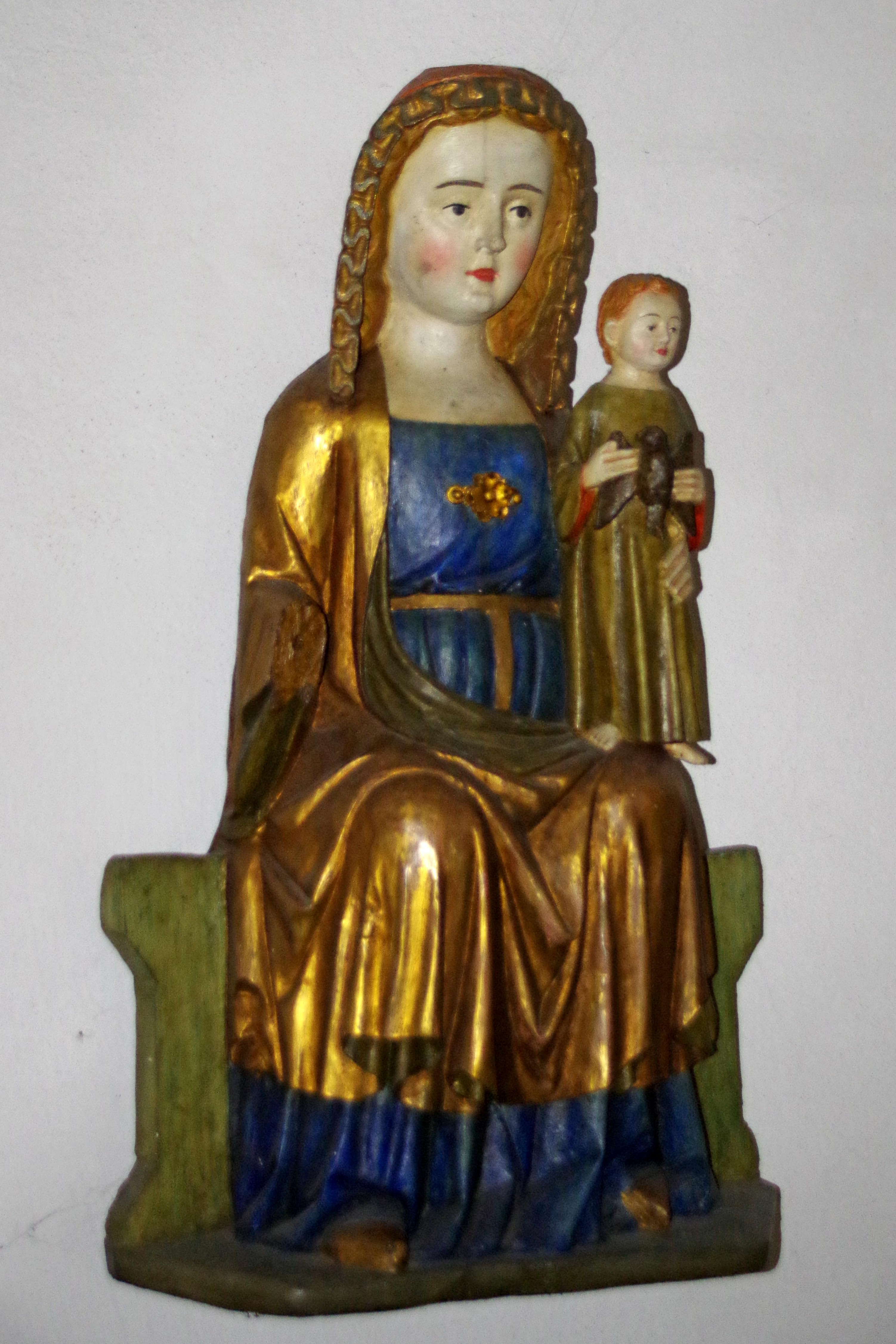
Schreinmadonna